# 長崎県立諫早東特別支援学校
長崎県立諫早東特別支援学校（ながさきけんりつ いさはやひがしとくべつしえんがっこう）は、長崎県諫早市永昌東町にある県立特別支援学校。隣接する長崎県立こども医療福祉センターに入院し、治療・訓練を必要とする児童生徒を対象として開設された特別支援学校である。

## 校訓
- 「明るく、強く、たくましく」

## 校章
- 校章の由来
- 「輪状の翼」
  - 長崎県のシンボル「鶴」の天空高く飛翔する雄姿と長い歳月を生き抜くたくましい生命力を表す。
- 「東」
  - 校名の中にある「東」とまわりの鶴の羽で描かれた円が希望に満ちた曙光を表す。
- 「左右の翼」
  - それぞれの翼が9枚の羽から成り、9年の義務教育期間を表す。
- 「鶴」
  - 肢体不自由の象徴として、装具の一つ「松葉杖」をあしらい，療育する児童生徒の真摯な姿を表す。

## 学部
- 小学部
- 中学部

## 沿革
- 1978年（昭和53年）4月 - 長崎県立諫早東養護学校が開校[1]。
- 2010年（平成22年）4月 - 校名を長崎県立諫早東特別支援学校に改称[1]。

## アクセス
- JR・島原鉄道 諫早駅
- 長崎県営バス 諫早駅前ターミナル、「諫早病院前」バス停

## 周辺
- 長崎県立こども医療福祉センター
- 地域医療機能推進機構諫早総合病院
- 諫早税務署
- 長崎家庭裁判所諫早出張所・諫早簡易裁判所

## 著名出身者
- 木谷隆行（ボッチャ選手）